# Luis de Hesse-Darmstadt
Príncipe Luis de Hesse-Darmstadt (Ludwig Prinz von Hessen und bei Rhein; 20 de noviembre de 1908 - 30 de mayo de 1968) fue el hijo menor de Ernesto Luis, gran duque de Hesse y su segunda esposa la princesa Leonor de Solms-Hohensolms-Lich. Sucedió a su hermano Jorge Donato como gran duque titular de Hesse-Darmstadt, después de su muerte.

## Biografía
Luis nació el 20 de noviembre de 1908, en Darmstadt, Imperio alemán, fue el segundo hijo del matrimonio de Ernesto Luis, gran duque de Hesse y de la princesa Leonor de Solms-Hohensolms-Lich.
Fue padrino de bautismo del duque de Edimburgo.

## Matrimonio
El 17 de noviembre de 1937, se casó con Margarita Campbell-Geddes, hija de Auckland, Campbell-Geddes, primer barón Geddes. El matrimonio tuvo lugar al día siguiente del accidente del Sabena OO-AUB en Ostende, donde fallecieron su madre, su hermano Jorge Donato, su cuñada Cecilia, que estaba embarazada, y dos de sus sobrinos. La pareja no tuvo descendencia, aunque después de la muerte de su hermano mayor, Luis adoptó a su sobrina Juana, pero la niña murió en 1939. En 1960, Luis adoptó a su sobrino tercero, Mauricio de Hesse-Kassel. 
Tras su muerte en Fráncfort en 1968, Luis fue sucedido al frente de la casa de Hesse-Darmstadt por el padre de Mauricio, Felipe de Hesse-Kassel, Landgrave de Hesse.